# Culinary Institute of Europe
A Culinary Institute of Europe egy magas színvonalú és a nemzetközi elvásároknak is megfelelő gasztronómiai képzést nyújtó akkreditált oktatási intézmény, amely 2016 óta foglalkozik professzionális szakácsok képzésével.

## Története
A Culinary Institute of Europe története 2016-ban indult, amikor Maki Stevenson, az intézmény alapítója felismerte az igényt a magas színvonalú és a nemzetközi elvásároknak is megfelelő gasztronómiai képzés iránt. Az első, angol és magyar nyelven egyaránt elérhető Kulináris Művészetek néven indult képzés évek óta tartó töretlen sikerére való tekintettel 2022-ben tovább bővült a képzéseik kínálata Cukrász Művészetek, valamint Vegetáriánus Szakács képzésekkel.
Az oktatás gerincét az alaptechnikákra és a kulinária meghatározó trendjeinek szinergiájára épülő, saját fejlesztésű tananyag adja, amit a hazai és nemzetközi, jelenleg is aktív szakemberekből álló oktatógárda iránymutatásával sajátítanak el a diákok. Célja, hogy a kurzus végére erős gyakorlati ismeretekkel rendelkező szakembereket képezzen, akik az éles helyzetekben is megállják a helyüket, Magyarországon és a nemzetközi porondon egyaránt. 
Az oktatás nyelve a magyar és az angol. Képzéseik mind akkreditáltak, így elvégzésüket követően államilag elismert szakmát szerezhetnek a diákok.